# Milan Hlavsa

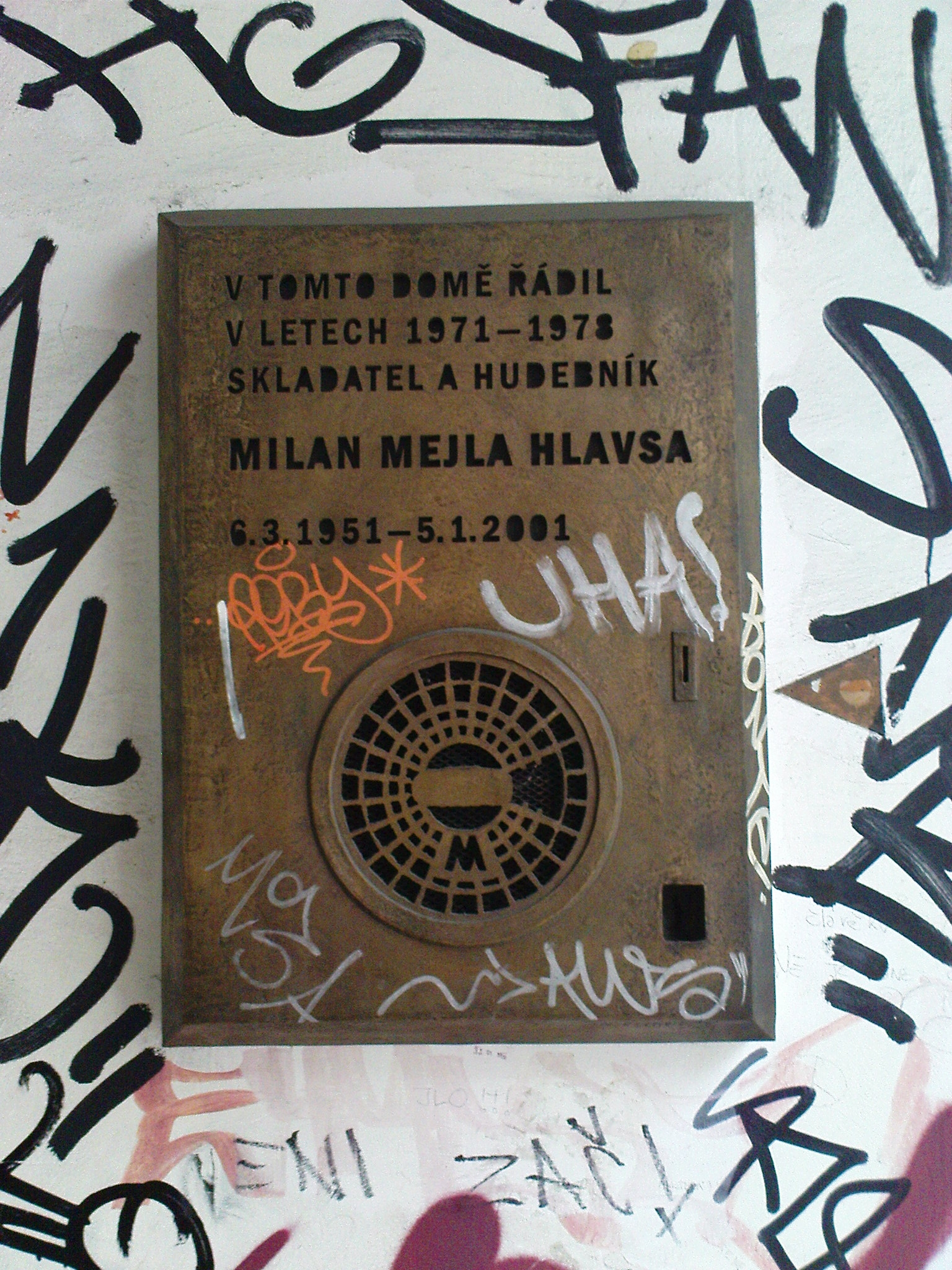
Tablica przy wejściu do domu w Pradze, gdzie rzekomo mieszkał Hlavsa.

Milan Hlavsa pseudonim Mejla (ur. 6 marca 1951, zm. 5 stycznia 2001 w Pradze) – czeski wokalista, basista i kompozytor, lider i współzałożyciel formacji rockowej The Plastic People of the Universe.
Zespół założył wraz z Josefem Janíčkiem, Jiřím Kabesem i Janem Brabecem w październiku 1969 r. W roku 1971 zespół stracił status profesjonalny, gdyż nie zgodził się na warunki, jakie stawiała komisja: nie zrezygnował z angielskiej nazwy i nie włączył do repertuaru piosenek radzieckich. Od tej pory zaczął występować nielegalnie. W 1974 roku, podczas jednego z koncertów w Rudolfovie pod Czeskimi Budziejowicami, milicja zmasakrowała publiczność. W lutym 1976 r., po jednym z nielegalnych, prywatnych występów, aresztowany wraz z innymi muzykami grupy. Zwolniony na skutek nacisków społecznych, przed pokazowym procesem. Wielokrotnie represjonowany, aresztowany i bity przez funkcjonariuszy urzędu bezpieczeństwa. 
Po rozwiązaniu The Plastic People of the Universe w 1986 r., Milan Hlavsa założył grupę Půlnoc. Plastic People reaktywowało się w latach 90., po powrocie z emigracji Vratislava Brabenca - saksofonisty grupy. W 1999 występował w Polsce, występ nakręciła TVP, był parokrotnie emitowany w TVP Kultura. Hlavsa wydał także solowy album z poezją śpiewaną, "Šílenství". W ostatnich latach życia zajmował się tworzeniem muzyki techno.
Zmarł w 2001 w Pradze. Został pochowany na cmentarzu Malvazinky.